# Oštra Luka
Oštra Luka (Ciríl·lic: Оштра Лука) és un poble i municipi de Bosnia i Hercegovina. Està situat en el nord-oest de la Republika Srpska i forma part de la regió històrica de Bosanska Krajina. El municipi va ser format a partir d'una escissió de Sanski Most després de la Guerra de Bòsnia, anomenant-se en un primer moment Srpski Sanski Most (Српски Сански Мост).
Al nord del municipi trobem els municipis de Novi Grad i Prijedor, Banja Luka a l'est, Ribnik en el del sud, Sanski Most en el del sud i oest, i Bosanska Krupa a l'oest. El 1991, la població d'Oštra Luka era de 1.443 persones segons el cens d'aquell any. Actualment, segons els resultats preliminars del cens de 2013, Oštra Luka té una població total de 2.997.